# Nhà máy đạm Ninh Bình

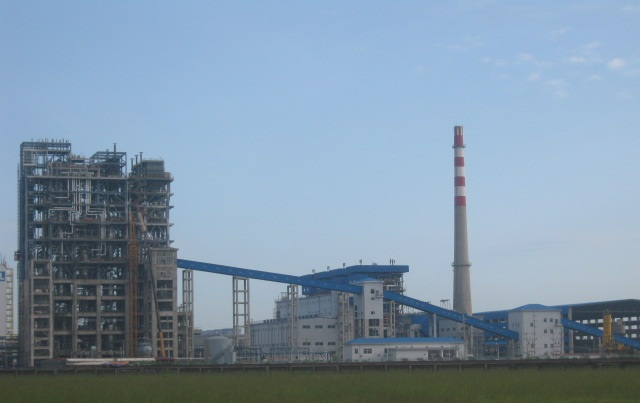
Nhà máy đạm Ninh Bình ở khu CN Ninh Phúc

Nhà máy đạm Ninh Bình là một công trình trọng điểm của ngành hóa chất Việt Nam. Đây là Nhà máy sản xuất phân đạm từ than cám có công suất 1760 tấn urê/ngày (560.000 tấn urê/năm) được xây dựng để cung cấp phân đạm urê cho sản xuất nông nghiệp các tỉnh đồng bằng sông Hồng và các tỉnh phía Bắc, thay thế phân đạm nhập khẩu, tạo sự ổn định về giá cả và nguồn cung cấp dài hạn cho ngành nông nghiệp, góp phần đảm bảo an ninh lương thực quốc gia và sử dụng có hiệu quả nguồn tài nguyên có sẵn của Việt Nam. Ngoài ra, nhà máy sẽ có các sản phẩm khác như: 320.000 tấn amonia/năm, sản xuất 36MW điện với sản lượng điện hàng năm lên đến 71,47 triệu Kwh.

## Thông tin dự án
Nhà máy Đạm Ninh Bình được xây dựng tại Khu công nghiệp Khánh Phú (Ninh Bình) và là dự án trọng điểm của ngành Hoá chất đã được Thủ tướng Chính phủ phê duyệt trong Quy hoạch phát triển ngành Hoá chất Việt Nam.
Nhà máy Đạm Ninh Bình được xây dựng tại Khu công nghiệp Khánh Phú (Ninh Bình), có tổng mức đầu tư trên 11.000 tỷ đồng (tương đương 667 triệu USD), hoàn thành vào giữa năm 2011. Dự án này được Tập đoàn hóa chất Việt Nam làm chủ đầu tư. Tổng thầu EPC thực hiện dự án là Tổng công ty Tư vấn và thầu khoán Hoàn Cầu (Trung Quốc).
Địa điểm và diện tích sử dụng đất: tại khu Công nghiệp Khánh Phú tỉnh Ninh Bình. Diện tích đất sử dụng: Nhà máy chính 34 ha, bãi thải xỉ 2,15 ha, cảng nhập than và xuất sản phẩm 2-3 ha.
Công trình Nhà máy đạm Ninh Bình có 17 nhà thầu, trong đó có 15 nhà thầu của Trung Quốc, 1 nhà thầu châu Âu và 1 nhà thầu Việt Nam với khoảng 2.000 cán bộ kỹ thuật, công nhân Trung Quốc và trên 500 lao động Việt Nam. Ban quản lý dự án đã bố trí cho 13 kỹ sư đi đào tạo tại Trung Quốc, 40 kỹ sư theo học tại Nhà máy đạm Hà Bắc và cũng đã tuyển dụng được 90 người có trình độ cao đẳng, đại học, cử nhân để tiếp tục đào tạo vận hành công trình khi hoàn thành.

## Hình ảnh

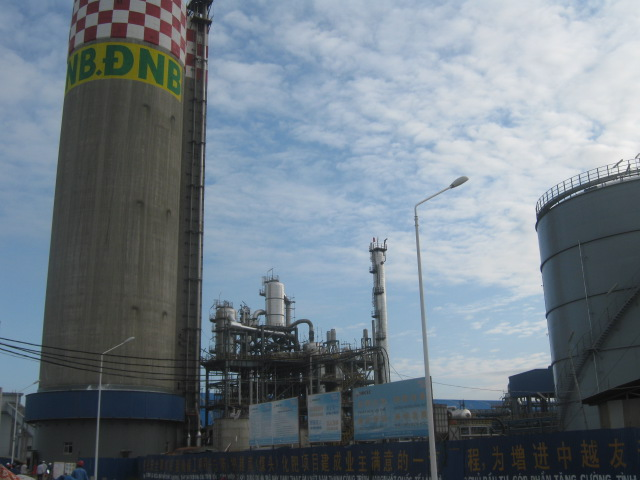
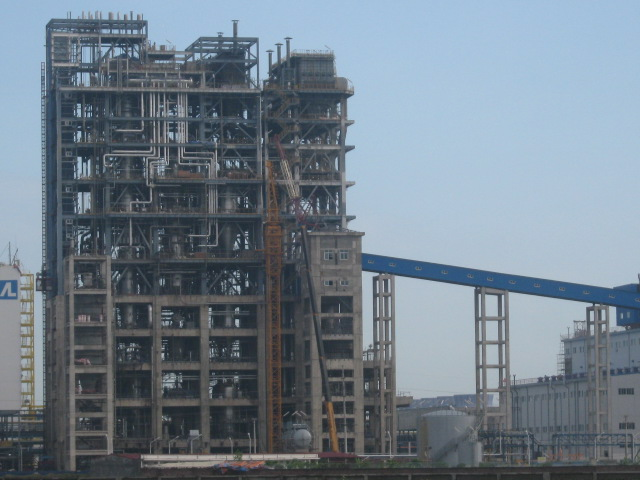
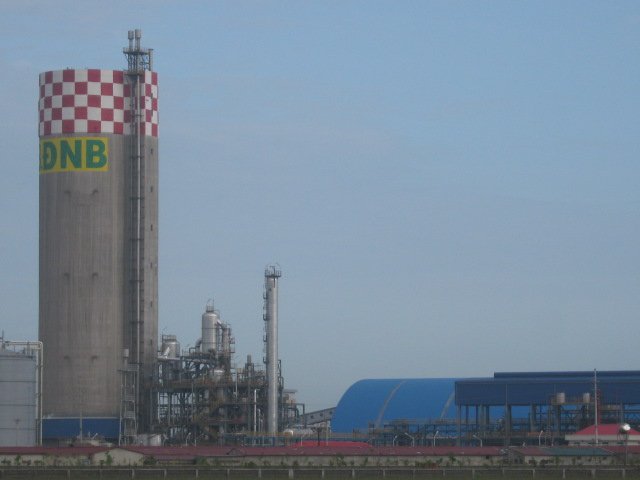